# Bauvolumen
Der Begriff Bauvolumen kann sowohl für die Beschreibung eines Baukörpers (umbauter Raum) verwendet werden, als auch für den finanziellen Umfang einer Baumaßnahme. Hierbei gibt es folgende Zusammenhänge:

## In der Amtlichen Statistik
Das Bauvolumen stellt alle im Inland erbrachte Bauleistungen, im Rahmen von Neu-, Um- oder Erweiterungsbauten und bei nichtwerterhöhenden Reparaturen dar.
Im Einzelnen gehören dazu:
- alle Leistungen des Verarbeitenden Gewerbes, dazu gehören zum Beispiel:
  - Leistungen des Bauhauptgewerbes (Rohbau)
  - Leistungen des Baunebengewerbes (Ausbau)
  - Montagebau (z. B. Aufzugsbau, Stahl- und Leichtmetallbau, Holzkonstruktionen, Beiträge der Elektrotechnischen Industrie)
  - Leistungen für Außenanlagen
- Dienstleistungen (z. B. Ingenieur- und Architektenleistungen)
- Gebühren (z. B. Gebühren für Baugenehmigung und Grundstücksübertragungskosten)
- Eigenleistungen der Investoren
- Regiearbeiten der öffentlichen Hand

Das Bauvolumen wird mit Mehrwertsteuer ausgewiesen. Das Bauvolumen wird regelmäßig (Kalendermonat oder Kalenderjahr) veröffentlicht. Die Berechnung erfolgt durch das Deutsche Institut für Wirtschaftsforschung.

## Bezeichnung eines Investitionsvolumens
Als Bauvolumen wird regelmäßig der Investitionsbetrag bezeichnet, der für eine bestimmte Baumaßnahme vorgesehen ist. Die Ermittlung basiert meistens auf der in der DIN 276 vorgegebenen Methoden.